# Стереобачення
Стереобачення, або стереовізуалізація — бачення картини або відеоряду, який використовує два окремих зображення, що дозволяють досягти стереоефекту.

## Принцип стереобачення
У звичайному зображенні тривимірного простору інформація про відстань до різних елементів сцени проявляється тільки у вигляді непрямих ознак: через відносні розміри об'єктів, затінювання одних об'єктів іншими, різною освітленістю і так далі. Один із способів отримання інформації про глибину полягає в реєстрації декількох зображень сцени під різними ракурсами. У цьому випадку точки сцени дають зображення, відносне положення яких залежить від відстані до точки спостереження. Виявляється, зіставляючи ці зображення, у ряді випадків можна реконструювати тривимірну структуру сцени.
Основи теорії визначення положення об'єктів у просторі за їхніми перспективними зображеннями були покладені ще в середні століття, а в XVIII столітті перспективні малюнки почали використовуватися в топографічних цілях. Поява фотографії поклала початок фотограмметрії — науці про визначення форми, розмірів і просторового положення різних об'єктів за допомогою вимірювання їхніх фотографічних зображень. На початку XX століття був винайдений стереокомпаратор — прилад для вимірювання просторового положення об'єктів за парою фотографічних зображень, що перекриваються. Інтерес до методів відновлення тривимірної структури сцен за їхніми плоскими зображеннями поновився в середині XX століття у зв'язку з дослідженнями в області штучного інтелекту, а практична потреба в робототехнічних пристроях, здатних орієнтуватися в тривимірному просторі, постійно підтримує цей інтерес в останні десятиліття.
Строго кажучи, різні точки простору предметів відображаються оптичною системою камери в просторі зображень на різних відстанях від фокальної площини. Проте, якщо відстань між камерою і спостережуваною сценою значно перевищує фокусну відстань оптичної системи, можна вважати, що зображення будується в її фокальній площині. У цьому разі можна скористатися проектною моделлю камери, у якій зображення тривимірного об'єкта виходить проектуванням його у фокальну площину (площина зображення) через єдину точку, звану оптичним центром. Пряма лінія, перпендикулярна площині зображення і що проходить через цю точку називається оптичною віссю камери, а точка перетину оптичної осі з площиною зображення — головною точкою.
Це означає, що, знаючи геометрію зйомки і виконавши вимірювання координат проєкцій однієї і тієї ж крапки в площинах зображення камер, можна обчислити глибину (координату Z) цієї точки. Більш того, отримані співвідношення дозволяють обчислити повністю тривимірні координати точки:
{\displaystyle Z={\frac {fb}{x'-x''}}}
{\displaystyle X=b{\frac {x'+x''}{2\left(x'-x''\right)}}}
{\displaystyle Y=b{\frac {y'+y''}{2\left(x'-x''\right)}}}